# Паролдо
Паролдо (итал. Paroldo) је насеље у Италији у округу Кунео, региону Пијемонт.
Према процени из 2011. у насељу је живело 70 становника. Насеље се налази на надморској висини од 633 м.

## Становништво
Према резултатима пописа становништва 2011. у општини је живело 228 становника.
| 1931. | 1936. | 1951. | 1961. | 1971. | 1981. | 1991. | 2001. | 2011. |
| ----- | ----- | ----- | ----- | ----- | ----- | ----- | ----- | ----- |
| 681   | 674   | 601   | 494   | 345   | 285   | 249   | 246   | 228   |